# 城崎火也
城崎 火也（きざき かや、1972年 - ）は、日本のライトノベル作家。大阪府出身。蟹座、B型。

## 来歴
大学卒業後、司書として働いていた1999年に『時限爆呪』で第9回ジャンプ小説大賞で入選してデビュー。
2011年3月にアニメ『ドラゴンクライシス!』第9話「真実の鏡」にて脚本家デビューを果たす。

## 作品

### ジャンプJブックス刊（集英社発行）
- 『時限爆呪』（イラスト：矢吹健太朗）※希崎火夜名義
- 『三番目の転校生』（イラスト：しんがぎん）
- 『禁じられた鏡』（イラスト：しんがぎん）
- 『湖の魔手』（イラスト：三好直人）
- 『ナイトクラス』シリーズ【全3巻】（イラスト：暁月あきら）

1. 『少年は月に叛く』
2. 『女王の決断』
3. 『学園崩壊』

- 『D.Gray-man』シリーズ【全3巻】（原作・イラスト：星野桂）

### スーパーダッシュ文庫刊（集英社発行）
- 『嘆きの館』（イラスト：木場智士）
- 『鬼刻』シリーズ【全3巻】（イラスト：椋本夏夜）

1. 『鬼刻』
2. 『コイヤミ』
3. 『二人舞』

- 『ドラゴンクライシス!』シリーズ【全13巻】（イラスト：亜方逸樹）

### ダッシュエックス文庫刊（集英社発行）
- 『女子寮の寮長になった俺は、ご当地女子と青春できるだろうか』【全2巻】（イラスト：マニャ子）

1. 『女子寮の寮長になった俺は、ご当地女子と青春できるだろうか』
2. 『女子寮の寮長になった俺は、ご当地女子と青春できるだろうか2』

- 『勇者ですが異世界でエルフ嫁とピザ店始めます』（イラスト：シソ）

### MF文庫J刊（メディアファクトリー発行）
- 『渚フォルテッシモ』シリーズ【全5巻】（キャラクター原案：桐野霞、イラスト：桐野霞[1巻〜3巻]／bomi[4巻・5巻]）

### ファミ通文庫刊（エンターブレイン発行）
- 『夢見のサクヤ 死の予知はキスで訪れる』（イラスト：ともすけ）
- 『呪われ雷姫』シリーズ【全2巻】（イラスト：ぽんじりつ）

1. 『妹ができたと思ったら魔術師でした!?』
2. 『恋路の陰には蛇がいる!?』

### KCG文庫刊（エンターブレイン発行）
- 『雨宿バス停留所』（原作：月の側面、イラスト：時々）

### エンターブレイン発行
- 『包丁さんのうわさ オウマガトキの儀式』（原作：神波裕太、イラスト：鍋島テツヒロ）